# Eisenwurzen

Eisenwurzen und benachbarte Gebiete in Niederösterreich

Die Eisenwurzen sind ein Teil der Kalkvoralpen im Dreiländereck Niederösterreich (Mostviertel), Oberösterreich (Traunviertel) und der Steiermark (Östliche Obersteiermark), umgrenzt von den Flüssen Steyr, Ybbs und Erlauf einschließlich ihrer Nebentäler. Sie liegen in den Ybbstaler Alpen und dem Reichraminger Hintergebirge, im Süden schließt sich der Hochschwab an.
Der Begriff der Eisenstraße schließt neben den Eisenwurzen auch noch Orte auf der anderen Seite des Hochschwabs ein, wie das Vordernbergertal und Leoben. Historisches Zentrum ist der steirische Erzberg, dessen wirtschaftliche Bedeutung in der Vergangenheit die umliegende Region prägte. Die Region wurde vom Staat Österreich mittlerweile bei der UNESCO als Weltkulturerbe vorgeschlagen.
Das Gebiet umfasst auch einige Naturschutzareale, wie die Nationalparks Kalkalpen und Gesäuse, die Naturparks Ötscher-Tormäuer, Niederösterreichische Eisenwurzen und Steirische Eisenwurzen, sowie das Wildnisgebiet Dürrenstein, eines der größten Urwaldgebiete Mitteleuropas.

## Geographie

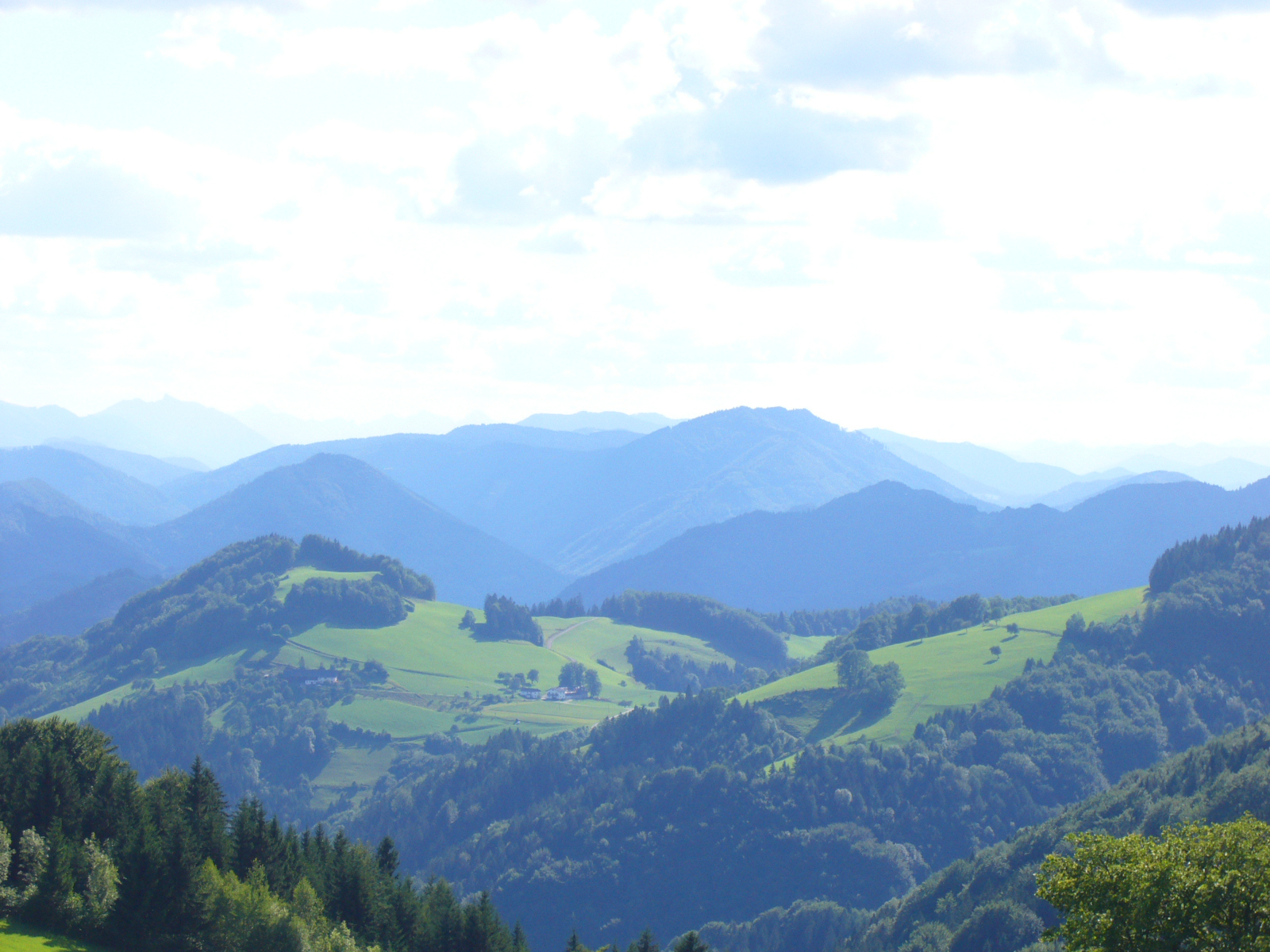
Niederösterreichische Eisenwurzen

Ursprünglich eine Bezeichnung für den steirischen Erzberg, wurde der Begriff Eisenwurzen später auf den gesamten Bereich der heute mit „Eisenstraße“ bezeichneten Region ausgeweitet, mit Ausnahme des südlich und östlich von Eisenerz gelegenen Teiles der steirischen Eisenstraße. Der steirische Anteil der Region ist als Naturpark ausgewiesen.
Eine Umschreibung des Gebietes in weitesten wurde von Bertl Sonnleitner gegeben:

„[…] Der Begriff bezog sich jedoch immer nur auf das Innerberg (Eisenerz) zugewandte Gebiet und schloss damit bereits die weiter östlich gelegenen, über den Seebergsattel von Vordernberg her belieferten Täler etwa der Pielach oder der Traisen aus.
Geographisch gesehen ist es jenes Gebiet im Dreiländereck Niederösterreich, Oberösterreich und Steiermark, dessen Ausdehnung früher etwa dem der vier Widmungsbezirke Scheibbs, Waidhofen an der Ybbs, Steyr und Windischgarsten entsprach, begrenzt im Westen von den Flüssen Krems und Traun, im Norden von der Donau, im Osten von der Erlauf sowie im Süden vom Hochschwab, den Eisenerzer Alpen und dem Pyhrn. Nie eine Einheit im politischen Sinn, bildete es dennoch einen umso geschlosseneren Wirtschaftsraum, der mit seiner Industrie die Versorgung Österreichs, ja weiter Teile Süddeutschlands, Böhmens, Ungarns, des Balkan und vor allem auch Russlands mit Eisenwaren aller Art ermöglichte.“

Neben dem Eisenerzer Gebiet umfassen die Eisenwurzen im Besonderen das Zentrum der Hammerwerke im steirischen Gesäuse und dem Oberösterreichischen Ennstal bis zur Handelsstadt Steyr, die oberösterreichischen Forst- und Bergbauregionen im Reichraminger Hintergebirge und Sengsengebirge (Region Pyhrn–Eisenwurzen) und die niederösterreichischen Forst- und Kleingewerbegebiete der Ybbstaler Voralpen und Lassingalpen.

## Namensherkunft

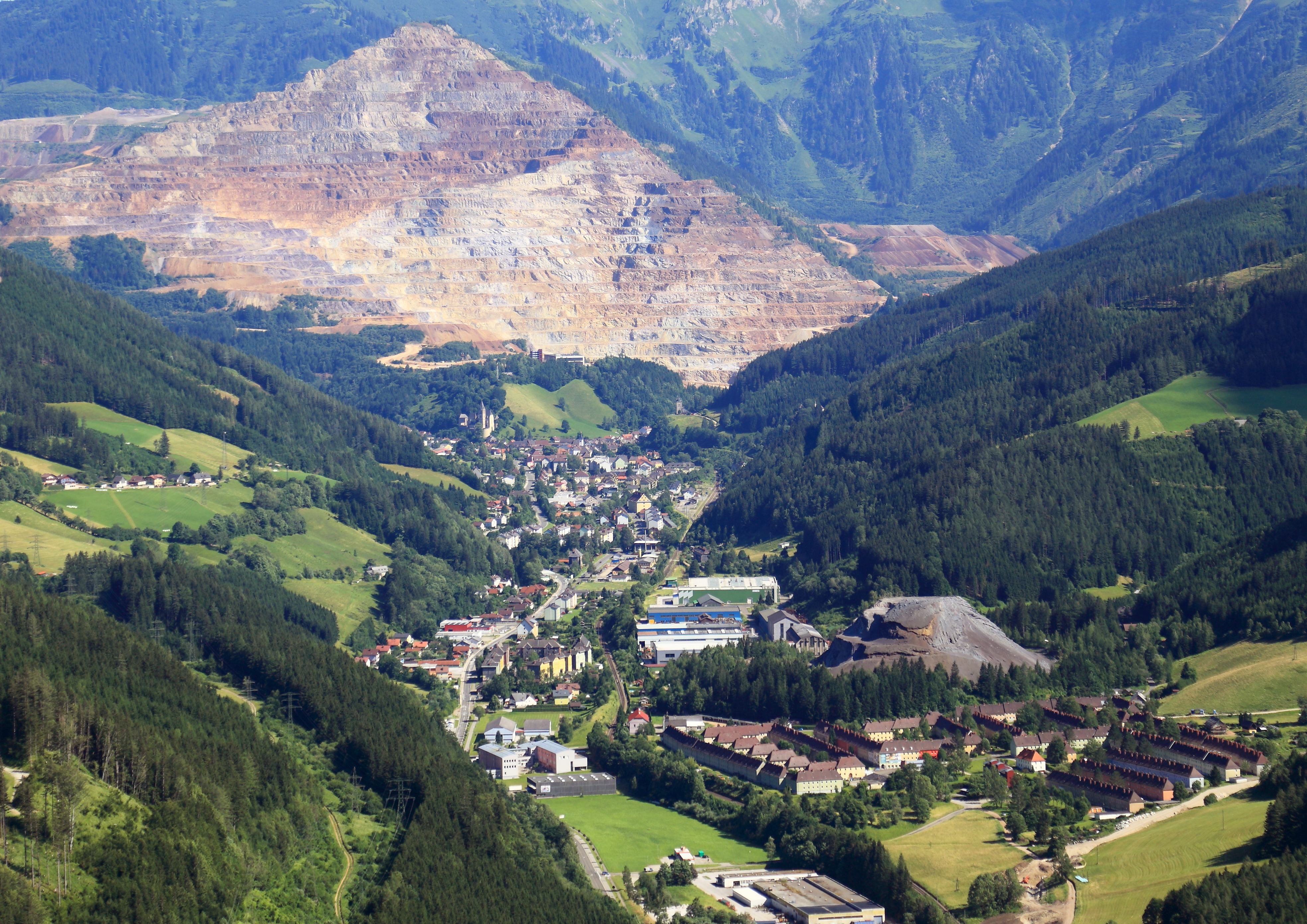
Das Zentrum Eisenerz mit dem Erzberg

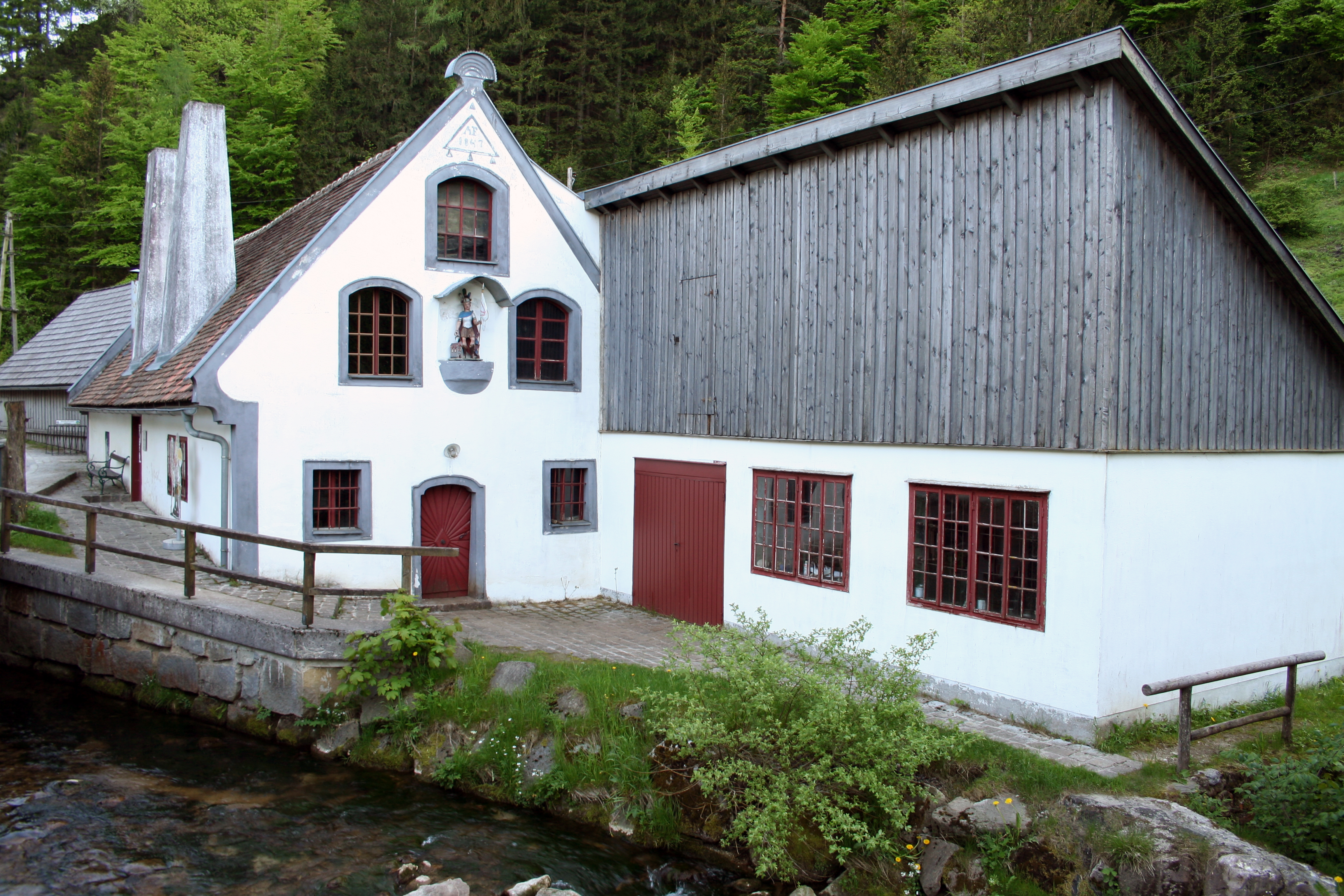
Hammer in Ybbsitz, niederösterreichische Eisenwurzen

Der Name Eisenwurzen rührt von der dortigen Eisenverarbeitung her, die durch die Nähe des Erzbergs und die Verfügbarkeit von Holz, Kohle und Wasserkraft in dieser Region zwischen dem 15. und 19. Jahrhundert große Bedeutung hatte.
Der Namensteil Wurzen ist seiner Herkunft nach unklar, scheint aber mit der dezentralen Organisationsstruktur dieses Wirtschaftsraumes in den teils schwer zu erreichenden Tälern dieser gebirgigen Region zusammenzuhängen: Vom Zentrum Eisenerz ausgehend, schlängeln sich die Transportwege wie Wurzeln weit ins umgebende Land hinein, überall verteilt finden sich die Produktionsstätten. Eine andere Erklärung führt diesen Namensbestandteil zurück auf die Zeit der Alchemie. Man glaubte, das Erz wächst und hat somit in der Tiefe seine Wurzel. So wurde in der Vergangenheit der Steirische Erzberg auch „die schöne Wurzen“, „die Hauptwurzen“ genannt. Viele Bergbauorte beginnen mit der Silbe „Rad“, die auf das lateinische Wort radix, die Wurzel, zurückzuführen ist.

## Geschichte

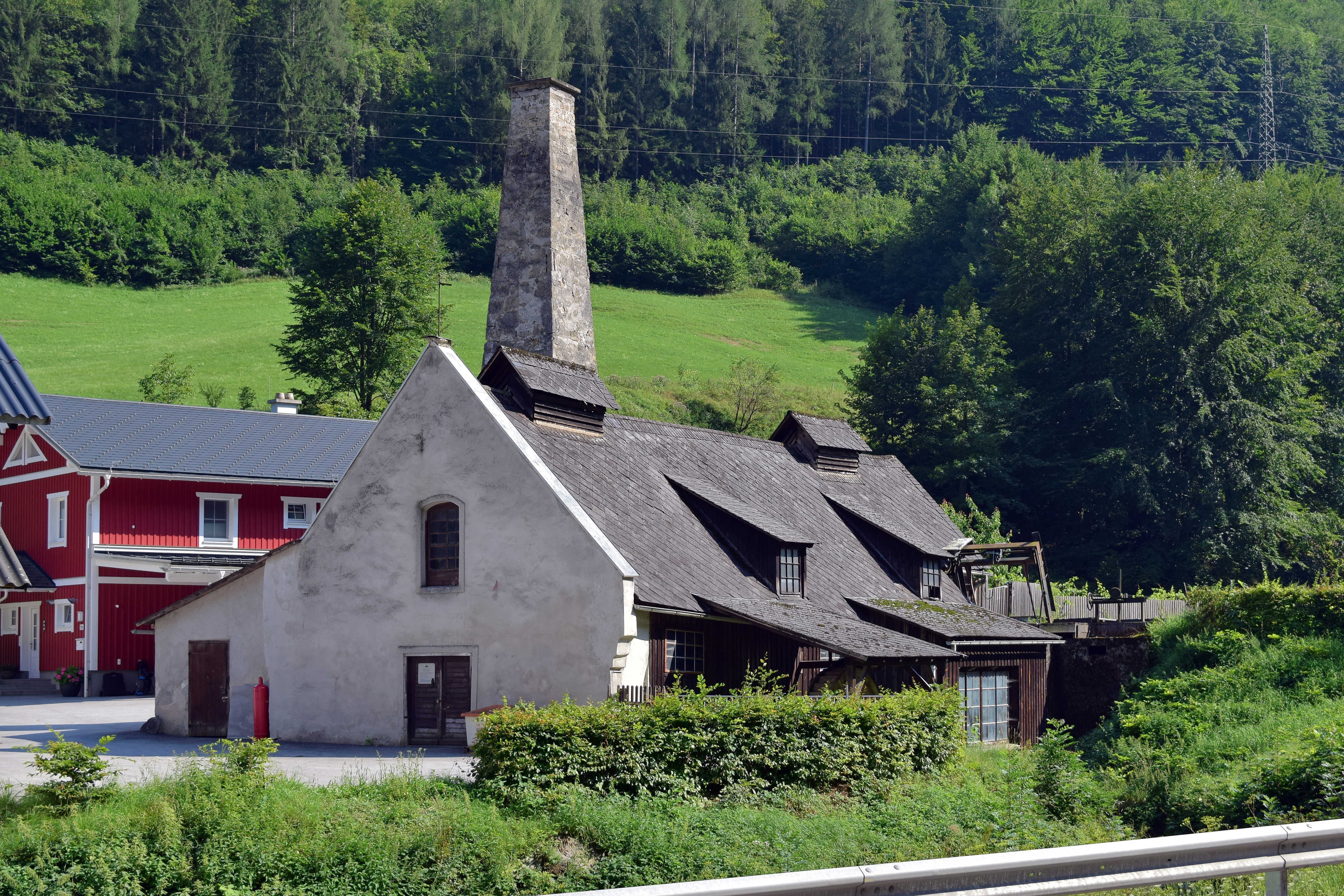
Grabnerhammer in Gaming

Im 16. und 17. Jahrhundert waren die Eisenwurzen – wie weite Teile der Donau- und Alpenländer – weitgehend protestantisch geprägt. Im Zuge der Zwangsrekatholisierungen insbesondere nach dem Ende des Dreißigjährigen Krieges wurden deshalb zahlreiche Evangelische ausgewiesen und hatten sich eine neue Heimat zu suchen; allein in Franken ist es in diesem Zusammenhang zur Neuansiedlung von über 1700 Personen aus dem niederösterreichischen Teil der Region gekommen.
Die spezielle, sich über Jahrhunderte entwickelnde Wirtschaftsstruktur wird als Kleineisenindustrie bezeichnet. Mit Andreas Töpper und Franz Wertheim, die ab den 1820er Jahren teilweise alte Hämmer aufkauften und ausbauten, begann die industrielle Stahlverarbeitung. Zum Niedergang der Kleineisenindustrie der Eisenwurzen kam es durch die Industrialisierung ab den 1860er Jahren. Heute ist der Begriff der Eisenwurzen daher hauptsächlich von historischer und touristischer Bedeutung.
Für weiterführende wirtschaftshistorische Aspekte siehe auch den Artikel Kleineisenindustrie.

## Tourismus
Die touristische Vermarktung nutzt in der Regel die Bezeichnung Eisenstraße für die Region. Aufgrund der auf drei Bundesländer aufgeteilten Aktivitäten hinsichtlich Tourismusplanung und Bewerbung gliedert sich nun auch diese Tourismusregion auf in die steirische, oberösterreichische und niederösterreichische Eisenstraße.
Eines der Zentren und touristischen Leitdestinationen der Eisenwurzen, die Stadt Ybbsitz ist schon länger Mitglied der Ring der Europäischen Schmiedestädte, und mit 2010 wurde Schmieden in Ybbsitz in die UNESCO-Liste Immaterielles Kulturerbe in Österreich aufgenommen, was dem Industriedenkmal-Charakter der ganzen Region weitere Anerkennung verschafft.

## Niederösterreichische Eisenwurzen

### Gliederung
Die niederösterreichischen Eisenwurzen umfassen ausschließlich Bezirke des Mostviertels, konkret die Bezirke
- Amstetten südlich von Waidhofen/Ybbs
- Waidhofen an der Ybbs
- Scheibbs
- Melk um Pöchlarn
- südwestliche Teile des Bezirks Lilienfeld

und gehen entlang der Linie Waidhofen an der Ybbs – Scheibbs nahtlos vom schroffen Bergland ins hügelige Mostviertel über.

### Natur

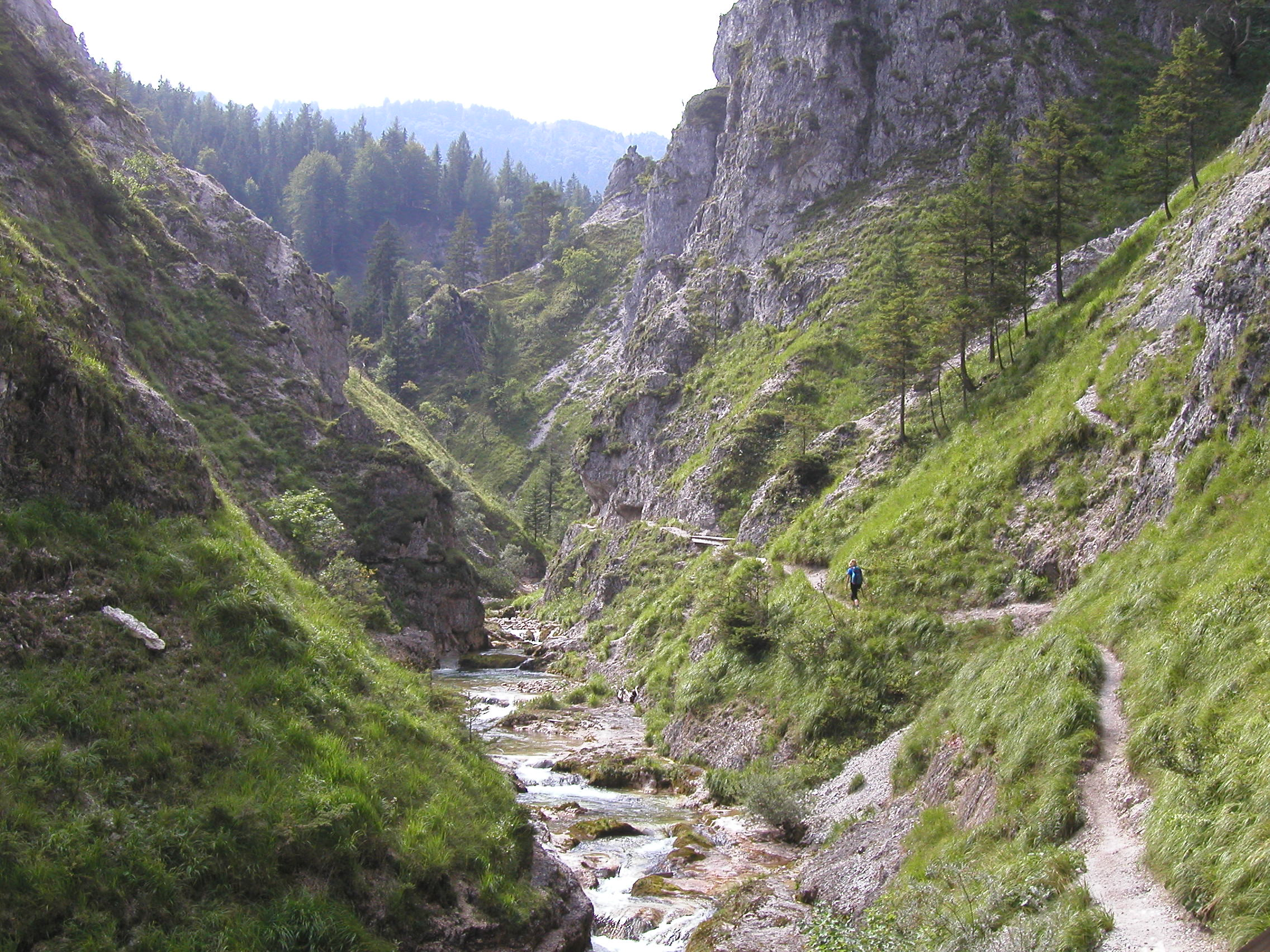
Ötschergräben im Naturpark Ötscher-Tormäuer

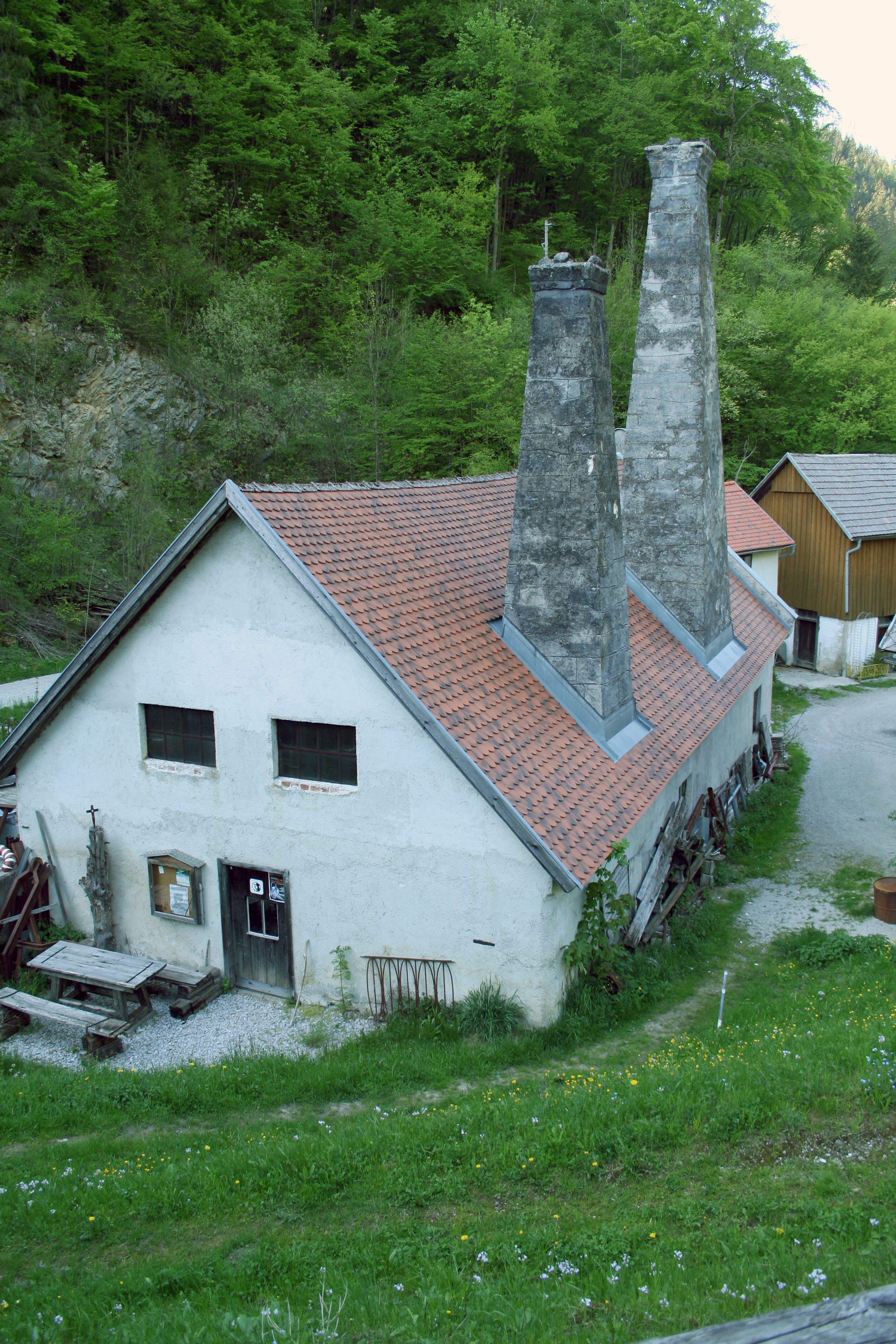
Hammer in Ybbsitz

Im Gebiet um den Ötscher im südlichen Teil des Bezirks Scheibbs finden sich einige landschaftliche Sensationen. Zum einen befindet sich nördlich und östlich vom Ötscher der Naturpark Ötscher-Tormäuer mit dem 'Grand Canyon Österreichs', zum anderen der größte Urwald Mitteleuropas mit 2400 Hektar, das Wildnisgebiet Dürrenstein, in dem unter anderem auch Braunbären in freier Natur leben.
Im Gebiet der niederösterreichischen Eisenwurzen befinden sich die Berge der Ybbstaler Alpen und der Göstlinger Alpen. Darunter befinden sich der Ötscher, der Dürrenstein, das Hochkar und die Gemeindealpe.
22 Gemeinden der Eisenwurzen haben sich zum Naturnachtgebiet zusammengeschlossen.

### Wirtschaft
Die wirtschaftliche Stärke besonders in den Eisenwurzen liegt noch immer in der eisen-, stahl- sowie der holzverarbeitenden Industrie. Waren es früher die Hammerherren, die das Erz vom Erzberg bezogen, so sind es heute Walzwerke, die Halbfertigprodukte von den Hochöfen Linz und Donawitz beziehen und unter anderem zu Messern für Maschinen verarbeiten.
Auch gibt es einige große und viele kleine Sägewerke, die das Holz der Wälder ringsum verarbeiten, sowie Papierfabriken an Ybbs und Erlauf. Der Hauptanteil der Wirtschaft sind aber klein- und mittelständische Betriebe. Die größten Arbeitgeber im Kernland sind:
- voestalpine (Stahl),
- Mondi/Neusiedler (Papier),
- Umdasch/Doka (Holz/Stahl),
- IFE (Automatiktüren/Einstiegssysteme),
- ZKW (Automobil-Beleuchtung),
- Forster (Metall-/Straßenschilder),
- Wittur (Aufzugskomponenten),
- Stora Enso Timber (Holz),
- Welser Profile (Stahl),
- Mosser (Holz),
- Bene Büromöbel (Holz/Stahl),
- Miller Messer (Stahl),
- Busatis (Stahl),
- Riess (Stahl),
- Worthington (ehem. Heiser) (Gasflaschen).

Ehemalige Betriebe in den Eisenwurzen waren:
- Töpperwerke, Scheibbs, Walzwerk
- Wertheim, Scheibbs, Panzerschränke
- Gaißmayer & Schürhagel, Scheibbs, Wagenachsen

### Architektur

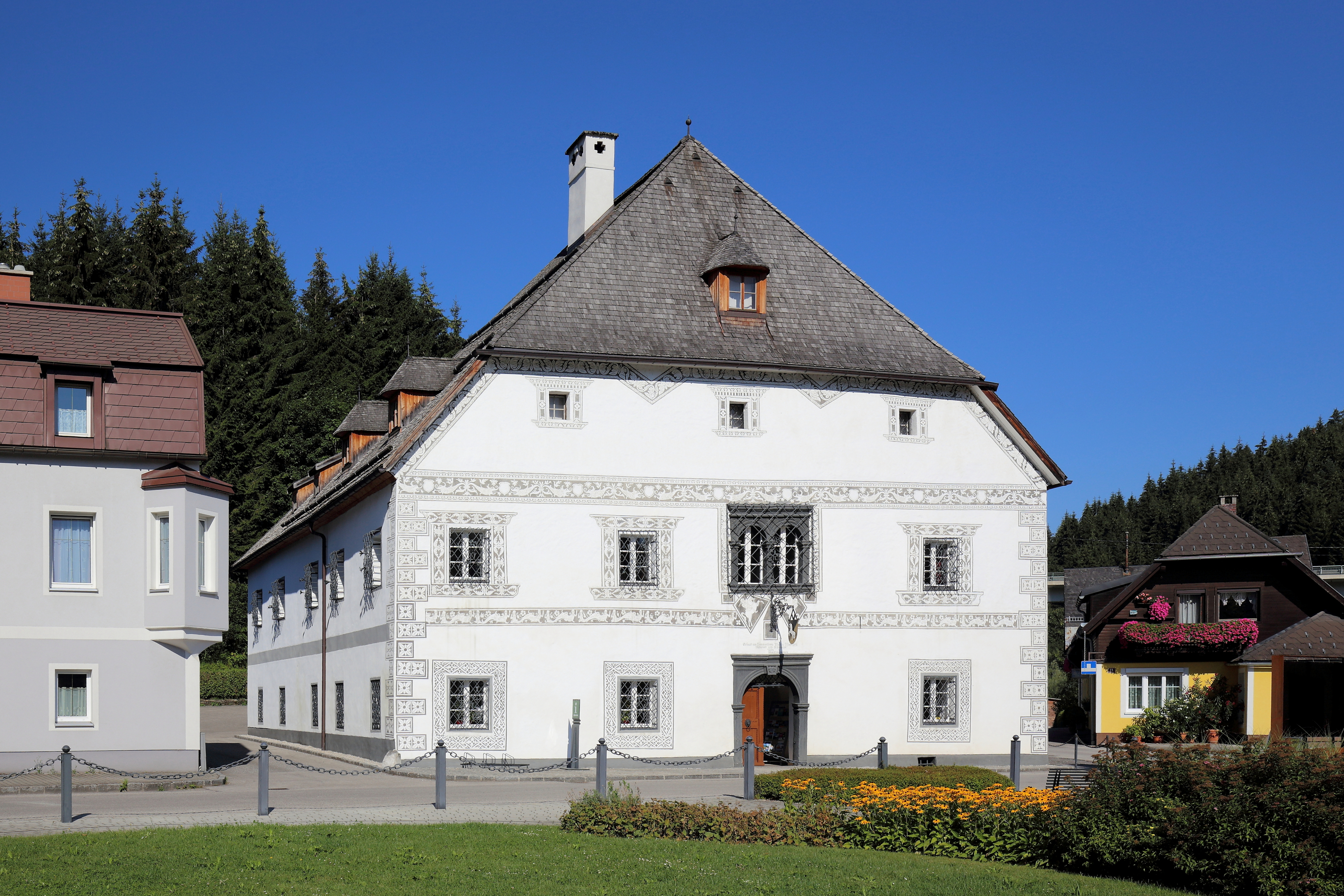
Amonhaus in Lunz am See

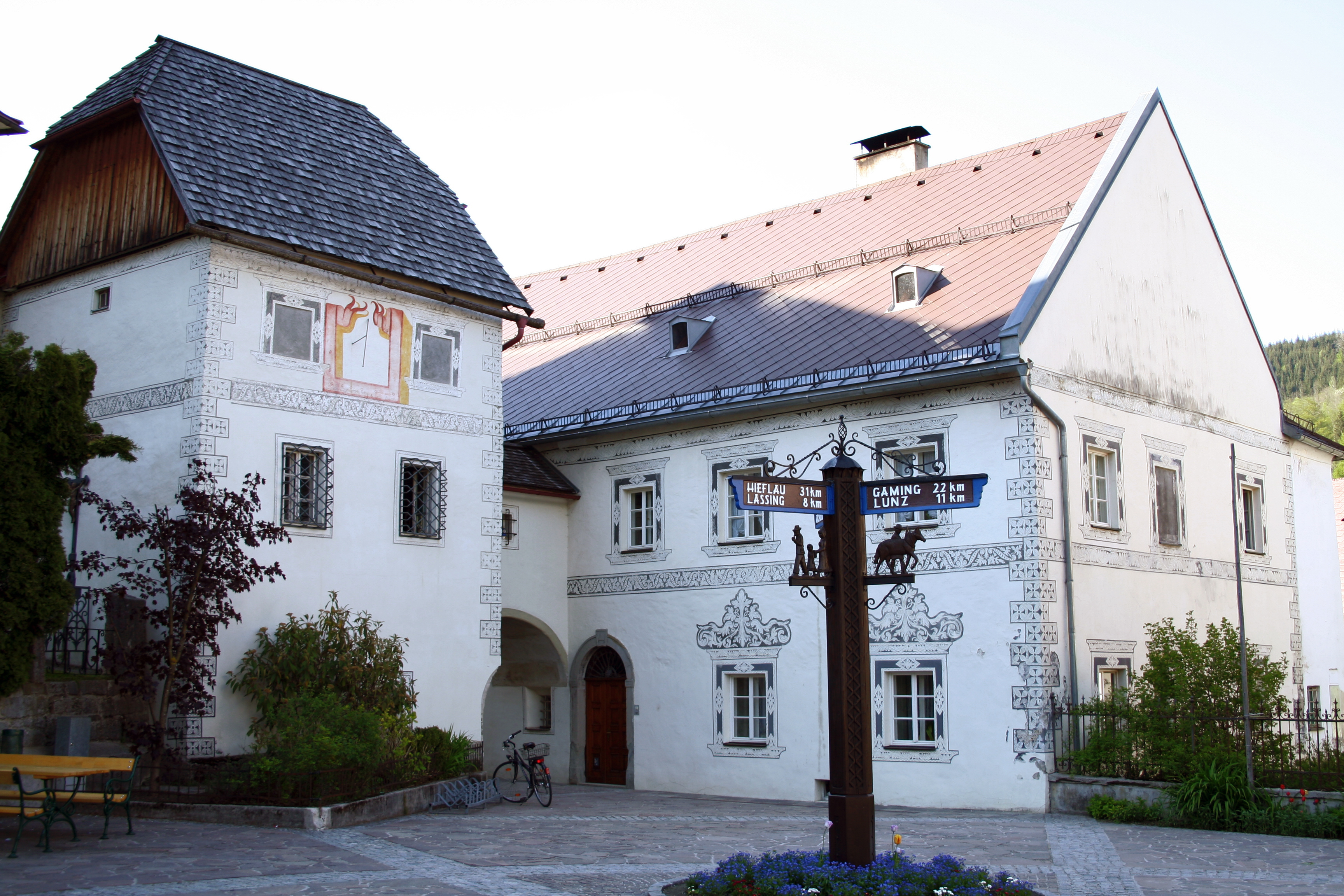
Göstling an der Ybbs

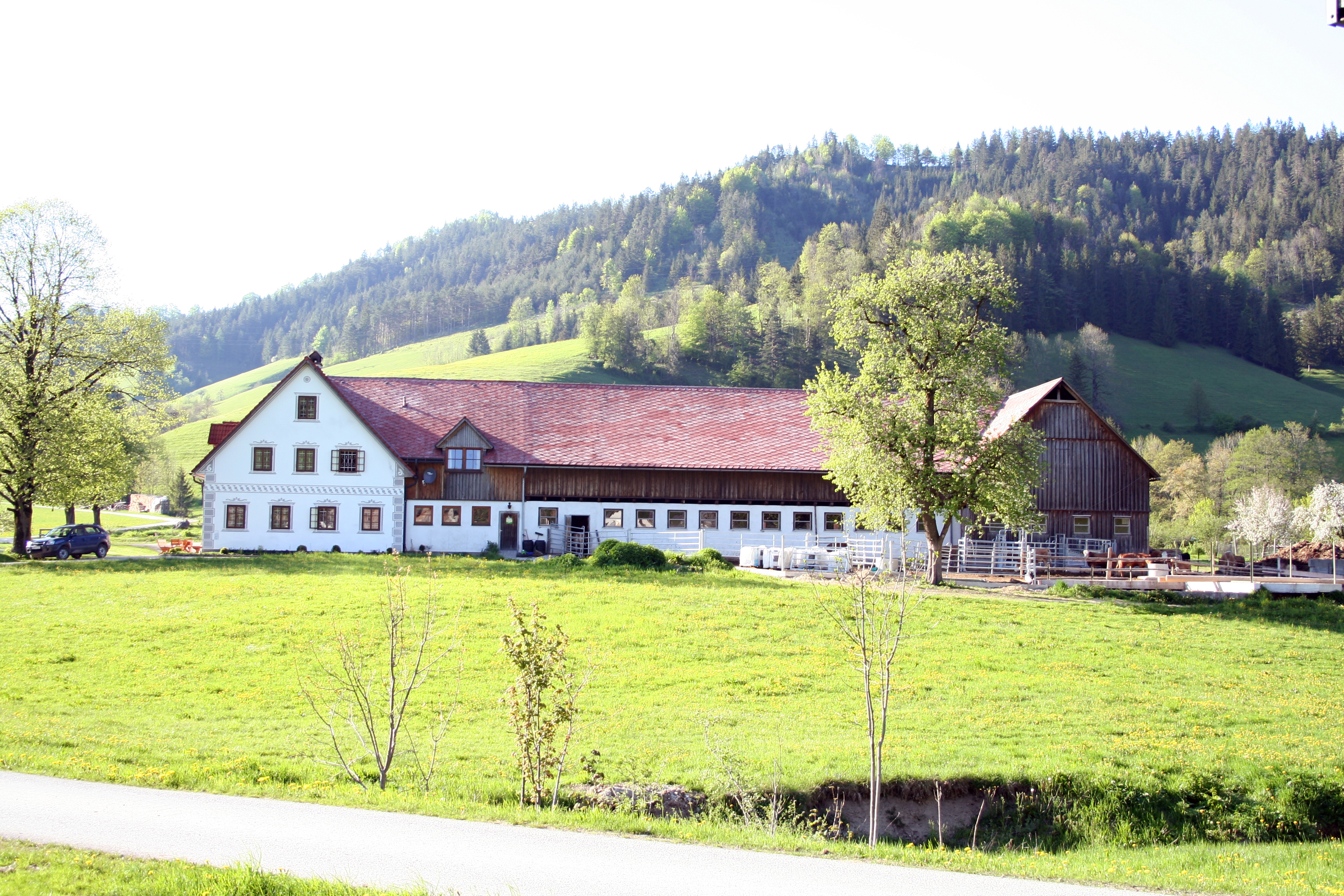
Doppel-T-Hof bei Ybbsitz

Die wichtigste Bauform der niederösterreichischen Eisenwurzen sind die Hammerherrenhäuser, meist mit aufwändigem, vorwiegend grau-weißem Sgraffito geschmückt.
In den nördlicheren Gebieten ist die Bautradition gleich jener des Mostviertels. Jedoch vermischt sich dieser, je weiter man nach Süden kommt, mit alpinen Formen. So herrschen Saalkirchen vor, wie in St. Anton/Jeßnitz, Puchenstuben, Josefsberg und Joachimsberg, andererseits werden die Vierkanthöfe ersetzt durch Paar- und Haufenhöfe, aber vor allem durch Doppel-T-Höfe, die die vorherrschende Gutsform der Region Eisenwurzen sind.
Erwähnenswert sind auch die sogenannten Rothschildhäuser, die sich hauptsächlich im Gebiet des Dürrensteins befinden.